# Абдулла, Рафидин
Рафиди́н Абдулла́ (фр. Rafidine Abdullah; род. 15 января 1994[…], Марсель) — французский футболист, полузащитник сборной Комор.

## Карьера

### Клубная
Рафидин Абдулла — воспитанник клуба «Олимпик» (Марсель). Дебютировал в первой команде 9 августа 2012 года в отборочном матче Лиги Европы против турецкого «Эскишехирспора». Три дня спустя полузащитник впервые сыграл и в Лиге 1. В матче против «Реймса» он вышел на замену на 89-й минуте. Всего за сезон 2012/13 Абдулла сыграл за «Марсель» 15 матчей в чемпионате страны. С сентября 2013 года полузащитник защищает цвета «Лорьяна», куда перешёл в обмен на игрока молодёжной сборной Франции Марио Лемина.

### В сборной
Рафиддин Абдулла дебютировал в юношеской сборной Франции (до 18 лет) 7 февраля 2012 года в товарищеском матче со сверстниками из Греции и в дальнейшем сыграл ещё 3 матча за команду. В сентябре-октябре 2012 года полузащитник провёл 3 матча за сборную следующей возрастной категории. Первым из них стал матч со Швейцарией, сыгранный 28 сентября.

## Достижения
- Вице-чемпион Франции: 2012/13

## Статистика
| Клуб               | Сезон              | Чемпионат          | Чемпионат | Чемпионат | Кубки | Кубки | Еврокубки | Еврокубки | Всего | Всего |
| Клуб               | Сезон              | Лига               | Игры      | Голы      | Игры  | Голы  | Игры      | Голы      | Игры  | Голы  |
| ------------------ | ------------------ | ------------------ | --------- | --------- | ----- | ----- | --------- | --------- | ----- | ----- |
| Марсель            | 2012/13            | Лига 1             | 15        | 0         | 2     | 0     | 6         | 0         | 23    | 0     |
| Всего за «Марсель» | Всего за «Марсель» | Всего за «Марсель» | 15        | 0         | 2     | 0     | 6         | 0         | 23    | 0     |
| Лорьян             | 2013/14            | Лига 1             | 0         | 0         | 0     | 0     | 0         | 0         | 0     | 0     |
| Всего за «Лорьян»  | Всего за «Лорьян»  | Всего за «Лорьян»  | 0         | 0         | 0     | 0     | 0         | 0         | 0     | 0     |
| Всего за карьеру   | Всего за карьеру   | Всего за карьеру   | 15        | 0         | 2     | 0     | 6         | 0         | 23    | 0     |